# Topia
Topia es una localidad del estado mexicano de Durango. Es la cabecera del municipio de Topia. Fue fundada en 1564.

## Demografía
| Gráfica de evolución demográfica |
|                                  |

| Censo | Población |
| ----- | --------- |
| 1900  | 2 458     |
| 1910  | 1 610     |
| 1921  | 910       |
| 1930  | 413       |
| 1940  | 457       |
| 1950  | 351       |
| 1960  | 1 859     |
| 1970  | 1 333     |
| 1980  | 2 410     |
| 1990  | 1 869     |
| 2000  | 1 758     |
| 2010  | 2 051     |
| 2020  | 2 897     |